# Premiul BAFTA pentru cel mai bun film într-o limbă străină alta decât engleza
Premiul BAFTA pentru cel mai bun film într-o limbă străină alta decât engleza este acordat anual de către British Academy of Film and Television Arts. Premiul a fost acordat pentru prima oară în cadrul celei de-a 36-a ediții a Academiei Britanice de Film și până în 1990 a fost cunoscut ca Premiul BAFTA pentru cel mai bun film străin. Anterior, filmele într-o altă limbă decât engleza au intrat la categoria BAFTA pentru cel mai bun film, care în perioada 1949-1969 s-a numit "Cel mai bun film din orice sursă".

## Anii 1980
| Film                                | Regizor(i)           | Producător(i)                             | Țară                                 |
| ----------------------------------- | -------------------- | ----------------------------------------- | ------------------------------------ |
| 1982 (Ediția 36)                    |                      |                                           |                                      |
| Christ Stopped at Eboli             | Francesco Rosi       | Nicola Carraro Franco Cristaldi           | Italia/Franța                        |
| Das Boot                            | Wolfgang Petersen    | Günter Rohrbach                           | Germania de Vest                     |
| Diva                                | Jean-Jacques Beineix | Irène Silberman Serge Silberman           | Franța                               |
| Fitzcarraldo                        | Werner Herzog        | Werner Herzog Willi Segler Lucki Stipetić | Peru/Germania de Vest                |
| 1983 (Ediția 37)                    |                      |                                           |                                      |
| Danton                              | Andrzej Wajda        | Margaret Menegoz Barbara Pec-Slesicka     | Franța/Polonia/Germania de Vest      |
| Confidentially Yours                | François Truffaut    | Armand Barbault François Truffaut         | Franța                               |
| Fanny și Alexander                  | Ingmar Bergman       | Jörn Donner                               | Suedia/Franța/Germania de Vest       |
| La Traviata                         | Franco Zeffirelli    | Tarak Ben Ammar                           | Italia                               |
| 1984 (Ediția 38)                    |                      |                                           |                                      |
| Carmen                              | Carlos Saura         | Emiliano Piedra                           | Spania                               |
| The Return of Martin Guerre         | Daniel Vigne         |                                           | Franța                               |
| Un amour de Swann                   | Volker Schlöndorff   | Margaret Ménégoz                          | Franța / Germania de Vest            |
| Un dimanche à la campagne           | Bertrand Tavernier   | Alain Sarde                               | Franța                               |
| 1985 (Ediția 39)                    |                      |                                           |                                      |
| Oberst Redl                         | István Szabó         | József Marx                               | Ungaria / Austria / Germania de Vest |
| Carmen                              | Franțasco Rosi       | Patrice Ledoux                            | Italia                               |
| Dim Sum: A Little Bit of Heart      | Wayne Wang           | Tom Sternberg                             | SUA                                  |
| Subway                              | Luc Besson           | François Ruggieri                         | Franța                               |
| 1986 (Ediția 40)                    |                      |                                           |                                      |
| Ran                                 | Akira Kurosawa       | Serge Silberman                           | Japonia/Franța                       |
| Betty Blue                          | Jean-Jacques Beineix | Jean-Jacques Beineix                      | Franța                               |
| Ginger and Fred                     | Federico Fellini     | Alberto Grimaldi                          | Italia/Franța/Germania de Vest       |
| Otello                              | Franco Zeffirelli    | Menahem Golan                             | Italia/Țările de Jos                 |
| 1987 (Ediția 41)                    |                      |                                           |                                      |
| The Sacrifice                       | Andrei Tarkovsky     | Anna-Lena Wibom                           | Suedia/UK/Franța                     |
| Jean de Florette                    | Claude Berri         | Pierre Grunstein Alain Poiré              | Franța/Elveția/Italia                |
| Manon des Sources                   | Claude Berri         | Pierre Grunstein Alain Poiré              | Franța/Elveția/Italia                |
| My Life as a Dog                    | Lasse Hallström      | Waldemar Bergendahl                       | Suedia                               |
| 1988 (Ediția 42)                    |                      |                                           |                                      |
| Ospățul Babettei                    | Gabriel Axel         | Just Betzer                               | Danemarca                            |
| Au revoir, les enfants              | Louis Malle          | Louis Malle                               | Franța/Germania de Vest              |
| Dark Eyes                           | Nikita Mikhalkov     | Carlo Cucchi                              | Italia                               |
| Cerul Deasupra Berlinului           | Wim Wenders          | Anatole Dauman                            | Germania de Vest/Franța              |
| 1989 (Ediția 43)                    |                      |                                           |                                      |
| Life and Nothing But                | Bertrand Tavernier   | René Cleitman                             | Franța                               |
| Pelle Cuceritorul                   | Bille August         | Per Holst                                 | Danemarca/Suedia                     |
| Salaam Bombay!                      | Mira Nair            | Gabriel Auer Mira Nair                    | India/UK/Franța                      |
| Femei în pragul unei crize de nervi | Pedro Almodóvar      | Pedro Almodóvar                           | Spania                               |

## Anii 1990
| Film                      | Regizor(i)                   | Producător(i)                                          | Țară                                       |
| ------------------------- | ---------------------------- | ------------------------------------------------------ | ------------------------------------------ |
| 1990 (Ediția 44)          |                              |                                                        |                                            |
| Cinema Paradiso           | Giuseppe Tornatore           | Franco Cristaldi                                       | Italia                                     |
| Jesus of Montreal         | Denys Arcand                 | Roger Frappier Pierre Gendron                          | Canada/Franța                              |
| Milou en mai              | Louis Malle                  |                                                        | Franța/Italia                              |
| Romuald et Juliette       | Coline Serreau               | Jean-Louis Piel Philippe Carcassonne                   | Franța                                     |
| 1991 (Ediția 45)          |                              |                                                        |                                            |
| The Nasty Girl            | Michael Verhoeven            | Michael Senftleben                                     | Germania de Vest                           |
| Cyrano de Bergerac        | Jean-Paul Rappeneau          | René Cleitman Michel Seydoux                           | Franța                                     |
| Soțul coafezei            | Patrice Leconte              | Thierry de Ganay                                       | Franța                                     |
| Toto eroul                | Jaco Van Dormael             | Pierre Drouot Dany Geys                                | Belgia/Franța/Germania                     |
| 1992 (Ediția 46)          |                              |                                                        |                                            |
| Raise the Red Lantern     | Zhang Yimou                  | Chiu Fu-sheng                                          | China/Hong Kong/Taiwan                     |
| Amantii de pe Pont-Neuf   | Leos Carax                   | Christian Fechner                                      | Franța                                     |
| Delicatessen              | Jean-Pierre Jeunet Marc Caro | Claudie Ossard                                         | Franța                                     |
| Europa Europa             | Agnieszka Holland            | Artur Brauner Margaret Ménégoz                         | Germania/Franța/Polonia                    |
| 1993 (Ediția 47)          |                              |                                                        |                                            |
| Farewell My Concubine     | Chen Kaige                   | Feng Hsu                                               | China/Hong Kong                            |
| Un cœur en hiver          | Claude Sautet                | Jean-Louis Livi Philippe Carcassonne                   | Franța                                     |
| Like Water for Chocolate  | Alfonso Arau                 | Alfonso Arau                                           | Mexic                                      |
| Indochina                 | Régis Wargnier               | Eric Heumann                                           | Franța                                     |
| 1994 (Ediția 48)          |                              |                                                        |                                            |
| To Live                   | Zhang Yimou                  | Chiu Fu-sheng                                          | China/Hong Kong                            |
| Trei Culori: Roșu         | Krzysztof Kieślowski         | Marin Karmitz                                          | Franța/Polonia/Elveția                     |
| Ingredientele vieții      | Ang Lee                      | Hsu Li-kong                                            | Taiwan/SUA                                 |
| 1995 (Ediția 49)          |                              |                                                        |                                            |
| Poștașul                  | Michael Radford              | Mario Cecchi Gori Vittorio Cecchi Gori Gaetano Daniele | Italia/Franța/Belgia                       |
| Mizerabilii               | Claude Lelouch               | Claude Lelouch                                         | Franța                                     |
| Regina Margot             | Patrice Chéreau              | Pierre Grunstein                                       | Franța/Italia/Germania                     |
| Soare înșelător           | Nikita Mikhalkov             | Michel Seydoux                                         | Rusia/Franța                               |
| 1996 (Ediția 50)          |                              |                                                        |                                            |
| Ridicol                   | Patrice Leconte              | Frédéric Brillion Philippe Carcassonne Gilles Legrand  | Franța                                     |
| Antonia's Line            | Marleen Gorris               | Hans de Weers                                          | Țările de Jos/Belgia/UK                    |
| Kolya                     | Jan Svěrák                   | Eric Abraham                                           | Cehia                                      |
| Nelly and Monsieur Arnaud | Claude Sautet                | Alain Sarde                                            | Franța                                     |
| 1997 (Ediția 51)          |                              |                                                        |                                            |
| L'Appartement             | Gilles Mimouni               | Georges Benayoun                                       | Franța/Spania/Italia                       |
| Lucie Aubrac              | Claude Berri                 | Pierre Grunstein                                       | Franța                                     |
| Ma vie en rose            | Alain Berliner               | Carole Scotta                                          | Franța/Belgia/UK                           |
| The Tango Lesson          | Sally Potter                 | Christopher Sheppard Oscar Kramer                      | Argentina/UK/Franța/Germania/Țările de Jos |
| 1998 (Ediția 52)          |                              |                                                        |                                            |
| Gara centrala             | Walter Salles                | Arthur Cohn Martine de Clermont-Tonnerre               | Brazilia/Franța                            |
| Viața e frumoasă          | Roberto Benigni              | Elda Ferri Gianluigi Braschi                           | Italia                                     |
| Le Bossu                  | Philippe de Broca            | Patrick Godeau                                         | Franța/Italia/Germania                     |
| Sânge fierbinte           | Pedro Almodóvar              | Agustín Almodóvar                                      | Spania/Franța                              |
| 1999 (Ediția 53)          |                              |                                                        |                                            |
| Totul despre mama mea     | Pedro Almodóvar              | Agustín Almodóvar                                      | Spania/Franța                              |
| Buena Vista Social Club   | Wim Wenders                  | Rosa Bosch Ulrich Felsberg Deepak Nayar                | Germania/Cuba                              |
| The Celebration           | Thomas Vinterberg            | Birgitte Hald Morten Kaufmann                          | Danemarca/Suedia                           |
| Aleargă, Lola, aleargă    | Tom Tykwer                   | Stefan Arndt                                           | Germania                                   |

## Anii 2000
| Film                                             | Regizor(i)                         | Producător(i)                                                                       | Țară                                                   |
| ------------------------------------------------ | ---------------------------------- | ----------------------------------------------------------------------------------- | ------------------------------------------------------ |
| 2000 (Ediția 54)                                 |                                    |                                                                                     |                                                        |
| Tigru și dragon                                  | Ang Lee                            | Hsu Li-kong Bill Kong Ang Lee                                                       | Taiwan/Hong Kong/SUA/ China                            |
| Girl on the Bridge                               | Patrice Leconte                    | Christian Fechner                                                                   | Franța                                                 |
| Harry, un ami qui vous veut du bien              | Dominik Moll                       | Michel Saint-Jean                                                                   | Franța                                                 |
| In the Mood for Love                             | Wong Kar-wai                       | Wong Kar-wai                                                                        | Hong Kong/Franța                                       |
| Malèna                                           | Giuseppe Tornatore                 | Harvey Weinstein Carlo Bernasconi                                                   | Italia/SUA                                             |
| 2001 (Ediția 55)                                 |                                    |                                                                                     |                                                        |
| Amores perros                                    | Alejandro González Iñárritu        | Alejandro González Iñárritu                                                         | Mexic                                                  |
| Amélie                                           | Jean-Pierre Jeunet                 | Claudie Ossard                                                                      | Franța/Germania                                        |
| Behind the Sun                                   | Walter Salles                      | Arthur Cohn                                                                         | Brazilia/Franța/Elveția                                |
| Monsoon Wedding                                  | Mira Nair                          | Caroline Baron                                                                      | India/SUA/Franța/ Italia/Germania                      |
| The Piano Teacher                                | Michael Haneke                     | Veit Heiduschka                                                                     | Franța/Germania/Polonia/ Austria                       |
| 2002 (Ediția 56)                                 |                                    |                                                                                     |                                                        |
| Talk to Her                                      | Pedro Almodóvar                    | Agustín Almodóvar                                                                   | Spania                                                 |
| City of God                                      | Fernando Meirelles Kátia Lund      | Andrea Barata Ribeiro Mauricio Andrade Ramos                                        | Brazilia/Franța/SUA                                    |
| Devdas                                           | Sanjay Leela Bhansali              | Bharat Shah                                                                         | India                                                  |
| The Warrior                                      | Asif Kapadia                       | Bertrand Faivre                                                                     | UK/Germania                                            |
| Y Tu Mamá También                                | Alfonso Cuarón                     | Jorge Vergara                                                                       | Mexic                                                  |
| 2003 (Ediția 57)                                 |                                    |                                                                                     |                                                        |
| In This World                                    | Michael Winterbottom               | Andrew Eaton Anita Overland                                                         | UK                                                     |
| The Barbarian Invasions (Les invasions barbares) | Denys Arcand                       | Denise Robert Daniel Louis                                                          | Canada                                                 |
| Good Bye, Lenin!                                 | Wolfgang Becker                    | Stefan Arndt                                                                        | Germania                                               |
| Spirited Away                                    | Hayao Miyazaki                     | Toshio Suzuki                                                                       | Japan                                                  |
| To Be and to Have                                | Nicolas Philibert                  | Gilles Sandoz                                                                       | Franța                                                 |
| The Triplets of Belleville                       | Sylvain Chomet                     | Didier Brunner                                                                      | Franța/Belgia/Canada/ UK                               |
| 2004 (Ediția 58)                                 |                                    |                                                                                     |                                                        |
| The Motorcycle Diaries                           | Walter Salles                      | Michael Nozik Edgard Tenenbaum Karen Tenkhoff                                       | Brazilia/Argentina/Peru/Chile/ UK/SUA/Franța/ Germania |
| Bad Education                                    | Pedro Almodóvar                    | Agustín Almodóvar                                                                   | Spania                                                 |
| The Chorus                                       | Christophe Barratier               | Arthur Cohn Nicolas Mauvernay Jacques Perrin                                        | Franța/Elveția/Germania                                |
| House of Flying Daggers                          | Zhang Yimou                        | William Kong                                                                        | China/Hong Kong                                        |
| A Very Long Engagement                           | Jean-Pierre Jeunet                 | Francis Boespflug                                                                   | Franța/SUA                                             |
| 2005 (Ediția 59)                                 |                                    |                                                                                     |                                                        |
| The Beat That My Heart Skipped                   | Jacques Audiard                    | Pascal Caucheteux                                                                   | Franța                                                 |
| Joyeux Noël                                      | Christian Carion                   | Christophe Rossignon                                                                | Franța/Germania/Belgia/ UK/România                     |
| Kung Fu Hustle                                   | Stephen Chow                       | Po Chu Chui Jeffrey Lau                                                             | China/Hong Kong                                        |
| Le Grand Voyage                                  | Ismaël Ferrouhki                   | Humbert Balsan                                                                      | Franța/Maroc                                           |
| Tsotsi                                           | Gavin Hood                         | Peter Fudakowski                                                                    | Africa de Sud/UK                                       |
| 2006 (Ediția 60)                                 |                                    |                                                                                     |                                                        |
| Pan's Labyrinth (El laberinto del fauno)         | Guillermo del Toro                 | Alfonso Cuarón Bertha Navarro Frida Torresblanco                                    | Mexic/Spania                                           |
| Apocalypto                                       | Mel Gibson                         | Bruce Davey                                                                         | SUA                                                    |
| Black Book                                       | Paul Verhoeven                     | Teun Hilte, San Fu Maltha Jens Meurer                                               | Țările de Jos/Belgia/UK/ Germania                      |
| Rang De Basanti                                  | Rakeysh Omprakash Mehra            | Ronnie Screwvala                                                                    | India                                                  |
| Volver                                           | Pedro Almodóvar                    | Agustín Almodóvar                                                                   | Spania                                                 |
| 2007 (Ediția 61)                                 |                                    |                                                                                     |                                                        |
| Viețile altora                                   | Florian Henckel von Donnersmarck   | Quirin Berg, Max Wiedemann                                                          | Germania                                               |
| Scafandrul și fluturele                          | Julian Schnabel                    | Kathleen Kennedy, Jon Kilik                                                         | Franța/SUA                                             |
| The Kite Runner                                  | Marc Forster                       | William Horberg, Walter Parkes, Rebecca Yeldham, E. Bennett Walsh, Laurie Macdonald | SUA                                                    |
| La Vie en Rose                                   | Olivier Dahan                      | Alain Goldman                                                                       | Franța/UK/Cehia                                        |
| Lust, Caution                                    | Ang Lee                            | Ang Lee William Kong James Schamus                                                  | SUA/China/Taiwan/ Hong Kong                            |
| 2008 (Ediția 62)                                 |                                    |                                                                                     |                                                        |
| Te iubesc de mult                                | Philippe Claudel                   | Sylvestre Guarino, Yves Marmion                                                     | Franța                                                 |
| The Baader Meinhof Complex                       | Uli Edel                           | Bernd Eichinger                                                                     | Germania                                               |
| Gomorrah                                         | Matteo Garrone                     | Domenico Procacci                                                                   | Italia                                                 |
| Persepolis                                       | Marjane Satrapi, Vincent Paronnaud | Xavier Rigault, Marc-Antoine Robert                                                 | Franța/SUA                                             |
| Waltz with Bashir                                | Ari Folman                         | Ari Folman, Serge Lalou, Gerhard Meixner, Yael Nahlieli, Roman Paul                 | Israel/Germania/Franța/SUA                             |
| 2009 (Ediția 63)                                 |                                    |                                                                                     |                                                        |
| Un profet                                        | Jacques Audiard                    | Pascal Caucheteux, Marco Cherqui, Alix Raynaud, Jacques Audiard                     | Franța                                                 |
| Îmbrățișări frânte                               | Pedro Almodóvar                    | Agustín Almodóvar Pedro Almodóvar                                                   | Spania                                                 |
| Coco Before Chanel                               | Anne Fontaine                      | Carole Scotta, Caroline Benjo, Philippe Carcassonne, Anne Fontaine                  | Franța                                                 |
| Let the Right One In                             | Tomas Alfredson                    | Carl Molinder, John Nordling, Tomas Alfredson                                       | Suedia                                                 |
| Panglica albă                                    | Michael Haneke                     | Stefan Arndt, Veit Heiduschka, Margaret Menegoz, Michael Haneke                     | Austria/Germania/Franța/Italia                         |

## Anii 2010
| 2010 (Ediția 64)                                       |                                    | |                         |
| Bărbați care urăsc femeile                             | Niels Arden Oplev                  | Niels Arden Oplev, Søren Stærmose                                                                                       | Suedia                  |
| I Am Love                                              | Luca Guadagnino                    | Luca Guadagnino Tilda Swinton                                                                                           | Italia                  |
| Biutiful                                               | Alejandro González Iñárritu        | Alejandro González Iñárritu, Alfonso Cuarón, Guillermo del Toro, Fernando Bovaira, Sandra Hermida, Jon Kilik, Ann Ruark | Mexic                   |
| Oameni și Zei                                          | Xavier Beauvois                    | Xavier Beauvois, Pascal Caucheteux, Etienne Comar                                                                       | Franța                  |
| Secretul din ochii lor                                 | Juan José Campanella               | Juan José Campanella, Gerardo Herrero, Mariela Besuievski, Vanessa Ragone, Axel Kuschevatzky                            | Argentina               |
| 2011 (Ediția 65)                                       |                                    | |                         |
| Pielea în care trăiesc (La piel que habito)            | Pedro Almodóvar                    | Agustín Almodóvar, Pedro Almodóvar                                                                                      | Spania                  |
| Incendii                                               | Denis Villeneuve                   | Luc Déry, Kim McCraw, Denis Villeneuve                                                                                  | Canada                  |
| Pina                                                   | Wim Wenders                        | Gian-Piero Ringel, Wim Wenders                                                                                          | Germania                |
| Nevasta la putere                                      | François Ozon                      | Eric Altmeyer, Nicolas Altmeyer, François Ozon                                                                          | Franța                  |
| Nader și Simin, o despărțire (Jodaeiye Nader az Simin) | Asghar Farhadi                     | Asghar Farhadi | Iran                    |
| 2012 (Ediția 66)                                       |                                    | |                         |
| Iubire                                                 | Michael Haneke                     | Michael Haneke, Margaret Ménégoz                                                                                        | Austria                 |
| Vânătorii de capete                                    | Morten Tyldum                      | Morten Tyldum, Marianne Gray, Asle Vatn                                                                                 | Norvegia                |
| Vânătoarea                                             | Thomas Vinterberg                  | Thomas Vinterberg, Sisse Graum Jørgensen, Morten Kaufmann                                                               | Danemarca               |
| Rugină și oase                                         | Jacques Audiard                    | Jacques Audiard, Pascal Caucheteux                                                                                      | Belgia/Franța           |
| Invincibilii                                           | Olivier Nakache & Éric Toledano    | Eric Toledano, Olivier Nakache, Nicolas Duval Adassovsky, Yann Zenou, Laurent Zeitoun                                   | Franța                  |
| 2013 (Ediția 67)                                       |                                    | |                         |
| Marea frumusețe                                        | Paolo Sorrentino                   | Paolo Sorrentino, Nicola Giuliano, Franțasca Cima                                                                       | Italia/Franța           |
| Actul de a ucide                                       | Joshua Oppenheimer                 | Joshua Oppenheimer, Signe Byrge Sørensen                                                                                | Norvegia/Danemarca/UK   |
| Adèle: Capitolele 1 și 2                               | Abdellatif Kechiche                | Abdellatif Kechiche, Brahim Chioua, Vincent Maraval                                                                     | Franța                  |
| Metro Manila                                           | Sean Ellis                         | Sean Ellis, Mathilde Charpentier                                                                                        | UK                      |
| Wadjda                                                 | Haifaa Al-Mansour                  | Haifaa Al-Mansour, Gerhard Meixner, Roman Paul                                                                          | Arabia Saudită/Germania |
| 2014 (Ediția 68)                                       |                                    | |                         |
| Ida                                                    | Pawel Pawlikowski                  | Eric Abraham, Piotr Dzieciol, Ewa Puszczynska                                                                           | Polonia                 |
| Leviatan                                               | Andrey Zvyagintsev                 | Alexander Rodnyansky, Sergey Melkumov                                                                                   | Rusia                   |
| Prânz la pachet                                        | Ritesh Batra                       | Arun Rangachari, Anurag Kashyap, Guneet Monga                                                                           | India/Franța/Germania   |
| Gunoi                                                  | Stephen Daldry                     | Tim Bevan, Eric Fellner, Kris Thykier                                                                                   | Brazilia/UK             |
| Două zile, o noapte                                    | Jean-Pierre Dardenne, Luc Dardenne | Jean-Pierre Dardenne, Luc Dardenne, Denis Freyd                                                                         | Belgia/Franța/Italia    |
| 2015 (Ediția 69)                                       |                                    | |                         |
| Wild Tales                                             | Damián Szifron                     | Damián Szifron | Argentina/Spania        |
| Asasinul                                               | Hou Hsiao-hsien                    | Hou Hsiao-hsien | Taiwan/China/Hong Kong  |
| Caz de forță majoră                                    | Ruben Östlund                      | Ruben Östlund | Suedia                  |
| Theeb                                                  | Naji Abu Nowar                     | Naji Abu Nowar | Iordania/UK             |
| Timbuktu                                               | Abderrahmane Sissako               | Abderrahmane Sissako | Mauritania/Franța       |
| 2016 (Ediția 70)                                       |                                    | |                         |
| Fiul lui Saul                                          | László Nemes                       | László Nemes, Gábor Sipos                                                                                               | Ungaria                 |
| Dheepan                                                | Jacques Audiard                    | Jacques Audiard, Pascal Caucheteux                                                                                      | Franța                  |
| Julieta                                                | Pedro Almodóvar                    | Pedro Almodóvar | Spania                  |
| Mustang                                                | Deniz Gamze Ergüven                | Deniz Gamze Ergüven, Charles Gillibert                                                                                  | Franța/Turcia/Germania  |
| Toni Erdmann                                           | Maren Ade                          | Maren Ade, Janine Jackowski                                                                                             | Germania/Austria        |
| 2017 (Ediția 71)                                       |                                    | |                         |
| Slujnica                                               | Park Chan-wook                     | Park Chan-wook, Syd Lim                                                                                                 | Coreea de Sud           |
| Elle                                                   | Paul Verhoeven                     | Saïd Ben Saïd, Michel Merkt                                                                                             | Franța                  |
| First They Killed My Father                            | Angelina Jolie                     | Angelina Jolie, Rithy Panh, Ted Sarandos, Michael Vieira                                                                | Cambodia                |
| Loveless                                               | Andrey Zvyagintsev                 | Alexander Rodnyansky, Sergey Melkumov, Gleb Fetisov                                                                     | Rusia                   |
| The Salesman                                           | Asghar Farhadi                     | Alexandre Mallet-Guy, Asghar Farhadi                                                                                    | Iran                    |
| 2018 (Ediția 72)                                       |                                    | |                         |
| Roma                                                   | Alfonso Cuarón                     | Alfonso Cuarón, Gabriela Rodríguez                                                                                      | Mexico/SUA              |
| Capernaum                                              | Nadine Labaki                      | Michel Merkt, Khaled Mouzanar                                                                                           | Liban/SUA/Franța        |
| Cold War                                               | Paweł Pawlikowski                  | Paweł Pawlikowski, Tanya Seghatchian, Ewa Puszczyńska                                                                   | Polonia/UK/Franța       |
| Dogman                                                 | Matteo Garrone                     | Matteo Garrone, Jeremy Thomas, Jean Labadie, Paolo Del Brocco                                                           | Italia/Franța           |
| 2019 (Ediția 73)                                       |                                    | |                         |
| Parasite                                               | Bong Joon-ho                       | Bong Joon-ho | Coreea de Sud           |
| The Farewell                                           | Lulu Wang                          | Lulu Wang, Daniele Melia                                                                                                | SUA                     |
| For Sama                                               | Waad Al-Kateab and Edward Watts    | Waad Al-Kateab, Edward Watts                                                                                            | UK SUA Siria            |
| Pain and Glory                                         | Pedro Almodóvar                    | Pedro Almodóvar, Agustín Almodóvar                                                                                      | Spania                  |
| Portrait of a Lady on Fire                             | Céline Sciamma                     | Céline Sciamma, Bénédicte Couvreur                                                                                      | Franța                  |

## Anii 2020
| Film                                                                   | Regizor(i)                      | Producător(i)                                                                            | Țară                                 |
| ---------------------------------------------------------------------- | ------------------------------- | ---------------------------------------------------------------------------------------- | ------------------------------------ |
| 2019 (Ediția 74)                                                       |                                 |                                                                                          |                                      |
| Parasite (기생충, Gisaengchung)                                        | Bong Joon-ho                    | Bong Joon-ho Kwak Sin-ae Moon Yang-kwon Jang Young-hwan                                  | Coreea de Sud                        |
| The Farewell                                                           | Lulu Wang                       | Lulu Wang Daniele Tate Melia Anita Gou Jane Zheng                                        | Statele Unite                        |
| For Sama (من أجل سما, ‘min ajl sama‘)                                  | Waad Al-Kateab and Edward Watts | Waad Al-Kateab                                                                           | Siria Regatul Unit                   |
| Pain and Glory (Dolor y gloria)                                        | Pedro Almodóvar                 | Agustín Almodóvar Esther García Ricardo Marco Budé Ignacio Salazar-Simpson               | Spania                               |
| Portrait of a Lady on Fire (Portrait de la jeune fille en feu)         | Céline Sciamma                  | Bénédicte Couvreur                                                                       | Franța                               |
| 2020 (Ediția 74)                                                       |                                 |                                                                                          |                                      |
| Another Round (Druk)                                                   | Thomas Vinterberg               | Sisse Graum Jørgensen Kasper Dissing                                                     | Danemarca                            |
| Dear Comrades! (Дорогие товарищи!, Dorogie tovarishchi!)               | Andrei Konchalovsky             | Andrei Konchalovsky Olesya Gidrat Alisher Usmanov                                        | Rusia                                |
| Les Misérables                                                         | Ladj Ly                         | Toufik Ayadi Christophe Barral                                                           | Franța                               |
| Minari                                                                 | Lee Isaac Chung                 | Dede Gardner Jeremy Kleiner Christina Oh                                                 | Statele Unite                        |
| Quo Vadis, Aida?                                                       | Jasmila Žbanić                  | Damir Ibrahimović Jasmila Žbanić                                                         | Bosnia și Herzegovina                |
| 2022 (Ediția 76)                                                       |                                 |                                                                                          |                                      |
| Nimic nou pe frontul de vest (Im Westen nichts Neues)                  | Edward Berger                   | Edward Berger, Malte Grunert                                                             | Germania                             |
| Argentina, 1985                                                        | Santiago Mitre                  | Santiago Mitre                                                                           | Argentina                            |
| Corsage                                                                | Marie Kreutzer                  | Marie Kreutzer                                                                           | Austria Germania Luxemburg Franța    |
| Decision to Leave 헤어질 결심, 헤어질 決心, Heeojil gyeolsim           | Park Chan-wook                  | Park Chan-wook și Ko Dae-seok                                                            | Coreea de Sud                        |
| The Quiet Girl An Cailín Ciúin                                         | Colm Bairéad                    | Colm Bairéad și Cleona Ní Chrualaoí                                                      | Irlanda                              |
| 2023 (Ediția 77)                                                       |                                 |                                                                                          |                                      |
| Zona de interes The Zone of Interest                                   | Jonathan Glazer                 | Ewa Puszczyńska, James Wilson                                                            | Regatul Unit Polonia Statele Unite   |
| 20 de zile în Mariupol 20 днів у Маріуполі, 20 dniv u Mariupoli        | Mstislav Cernov                 | Raney Aronson-Rath, Mstislav Cernov, Derl McCrudden, Michelle Mizner                     | Ucraina                              |
| Anatomia unei prăbușiri Anatomie d'une chute                           | Justine Triet                   | Marie-Ange Luciani, David Thrion                                                         | Franța                               |
| Din alte vieți Past Lives                                              | Celine Song                     | David Hinojosa, Christine Vachon, Pamela Koffler                                         | Statele Unite                        |
| Societatea zăpezii La sociedad de la nieve                             | J.A. Bayona                     | Belén Atienza, Sandra Hermida, J.A. Bayona                                               | Spania Statele Unite                 |
| 2024 (78th)                                                            |                                 |                                                                                          |                                      |
| Emilia Pérez                                                           | Jacques Audiard                 | Jacques Audiard, Pascal Caucheteux, Valérie Schermann, Anthony Vaccarello                | Franța                               |
| All We Imagine as Light                                                | Payal Kapadia                   | Thomas Hakim, Julien Graff                                                               | India Franța Olanda Luxemburg Italia |
| Sunt încă aici Ainda Estou Aqui                                        | Walter Salles                   | Maria Carlota Bruno, Rodrigo Teixeira, Martine de Clermont-Tonnerre                      | Brazilia Franța                      |
| Kneecap                                                                | Rich Peppiatt                   | Jack Tarling, Trevor Birney                                                              | Irlanda Regatul Unit                 |
| Semințele smochinului sacru دانه‌ی انجیر معابد, Dāne-ye anjīr-e ma'ābed | Mohammad Rasoulof               | Mohammad Rasoulof, Rozita Hendijanian, Amin Sadraei, Jean-Christophe Simon, Mani Tilgner | Iran Germania Franța                 |